# وایتهوس (تگزاس)
وایتهوس، تگزاس(به انگلیسی: Whitehouse, Texas) شهری در ایالت تگزاس از ایالات جنوبی ایالات متحده آمریکا است. در سرشماری سال ۲۰۰۰، جمعیت این شهر ۷۳۲۷ نفر اعلام شد.